# Arico

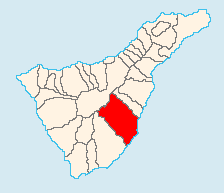
Localização de Arico

Arico é um município da Espanha na província de Santa Cruz de Tenerife, comunidade autónoma das Canárias. Tem 178,75 km² de área e em 2021 tinha 8 234 habitantes (densidade: 46,1 hab./km²).

## Demografia
| Variação demográfica do município entre 1991 e 2004 | Variação demográfica do município entre 1991 e 2004 | Variação demográfica do município entre 1991 e 2004 | Variação demográfica do município entre 1991 e 2004 |
| --------------------------------------------------- | --------------------------------------------------- | --------------------------------------------------- | --------------------------------------------------- |
| 1991                                                | 1996                                                | 2001                                                | 2004                                                |
| 4567                                                | 5064                                                | 5824                                                | 7005                                                |

| Noroeste: La Orotava          | Norte: Arafo             |                        |
| Oeste: La Orotava             | Arico                    | Este: Oceano Atlântico |
| Sudoeste: Granadilla de Abona | Sul: Granadilla de Abona |                        |